# Culleo
Il culleo era una unità di misura usata anticamente nella penisola italica.
Si trattava di un sacco di cuoio con una capacità approssimativa di 20 anfore (525,3 litri), che a loro volta misuravano 26,265 litri.
Nella vita quotidiana dell'antica Roma, era un contenitore di cuoio a tenuta stagna utilizzato per la conservazione o il trasporto dei cibi.

## Poena cullei
Occasionalmente era anche l'otre nel quale, in base alla Lex Pompeia de parricidio, venivano rinchiusi e annegati i parricidi (secondo i latini, tutti i parenti prossimi: genitori, fratelli, figli, ecc), oppure quei sacerdoti speciali incaricati essi soli di consultare i Libri Sibillini (Quindecemviri sacris faciundis) qualora avessero riprodotto o rivelato a persone terze e in tempi non consentiti gli oracoli della Sibilla. La pena capitale del culleus, di origine etrusca, prevedeva che insieme al condannato nel sacco venissero rinchiusi anche una scimmia, un gallo, un cane e una vipera, che nella ristrettezza dello spazio e nella concitazione dell'annegamento avrebbero morso il malcapitato.